# Base navale militaire d'Odessa
La base militaire navale d'Odessa (Одесская военно-морская база ou Одесская ВМБ) est une base navale située près d'Odessa en République socialiste soviétique d'Ukraine qui exista de 1940 à 1960 pour la flotte de la mer Noire de la Marine soviétique.

## Histoire

### Base navale d'Odessa de 1re formation
La base navale d'Odessa est formée le 14 février 1940 à la limite de la zone d'opération du lac Oustritchnoïe jusqu'à l'embouchure du Danube (sauf Vilkovo). Elle comprend toute l'artillerie côtière de la zone fortifiée du Nord-Ouest et du secteur fortifié d'Otchakov. Des navires sont rattachés à la base d'Odessa, le croiseur Komintern, les canonnières Krasnaïa Adjaristan, Krasnaïa Armenia et Krasnaïa Grouzia, des navires de défense du secteur, le mouilleur de mines Loukomski, deux dragueurs de mines, quatre patrouilleurs et dix-sept chasseurs de sous-marins de type MO-4. Le commandant de la base est subordonné sur le plan opérationnel à la 2e brigade de torpilleurs, composée de 28 fanions, basée à Otchakov.
Au début de la Grande Guerre patriotique, la base abrite des sous-marins, de l'artillerie côtière (44 canons de calibre de 45 à 203 mm), des champs de mines défensifs et des moyens de blocage d'entrée de la base. Après le début de la guerre, un champ de mines défensif est placé aux abords d'Odessa (1 672 mines marines et 479 défenseurs de mines), qui, en combinaison avec l'artillerie côtière, représentent une puissante position de mines et d'artillerie. La défense aérienne de la base est assurée par des avions de combat et de l'artillerie anti-aérienne; mais il est clair que la défense de la base depuis la terre est insuffisamment assurée. Les forces de la base navale d'Odessa ont joué leur rôle de dissuasion en perturbant l'offensive des troupes allemandes, en empêchant une invasion par la mer, en fournissant à la fois les forces de la flotte et des unités navales et terrestres individuelles, ainsi que dans l'évacuation des formations et des unités de la région défensive d'Odessa, le 16 octobre 1941. Après l'évacuation, la base est dissoute le 20 novembre 1941, les Allemands et leur allié roumain ayant envahi la région.

### Base navale d'Odessa de 2nde formation
Après la défaite de l'armée allemande dans la région, une seconde base navale est formée le 29 novembre 1943. Du 28 octobre 1945 au 4 février 1946, la zone de défense du Nord-Ouest y est active et du 4 février 1946 au 12 juillet 1947, c'est la zone navale du Nord-Ouest. La base d'Odessa commence son fonctionnement avec une zone d'exploitation dans la partie nord-ouest de la mer Noire, de l'embouchure du Danube au cap Tarkhankout.
La base navale d'Odessa est supprimée en 1960.

## Commandants de la base
- 1940-décembre 1941: contre-amiral Gavriil Joukov;
- août-octobre 1941: contre-amiral Ilia Koulichov;
- janvier 1944: contre-amiral Sergueï Belooussov;
- 1944-janvier 1945: capitaine de 1er rang Constantin Derevianko;
- janvier 1945-février 1946: vice-amiral Gavriil Joukov;
- juillet 1947-octobre 1951: contre-amiral Tikhon Novikov;
- octobre 1951-décembre 1952: capitaine de 1er rang Constantin Soukhiachvili;
- décembre 1952-décembre 1954: capitaine de 1er rang Constantin Balakirev;
- décembre 1954-avril 1957: contre-amiral Nikolaï Petrichtchev;
- avril 1957-1960: contre-amiral Semion Domnine;
- 1960: contre-amiral Fiodor Izmaïlov.